# Viktor Meyer
Viktor Meyer o Victor Meyer (8 de setembre de 1848, Berlín, Prússia - 8 d'agost de 1897, Heidelberg, Alemanya) fou un químic alemany que realitzà importants contribucions tant a la química orgànica com a la inorgànica.

## Biografia
Viktor Meyer era fill d'una família jueva, el pare era comerciant i impressor de cotó. Començà els estudis de secundària als deu anys en la mateixa classe que el seu germà gran Richard, dos anys major. Tot i que tenia excel·lents qualitats per a la ciència el seu desig era esdevenir actor, ja que era un enamorat de la poesia. Però quan visità el seu germà Richard, que estudiava química a la Universitat de Heidelberg, se sentí atret per aquesta disciplina.
El 1865, quan ni tan sols tenia 17 anys, Meyer començà a estudiar química a la Universitat de Berlín, el mateix any en què August Wilhelm von Hofmann succeí Eilhard Mitscherlich com a catedràtic de química. Després d'un semestre, Meyer anà a Heidelberg a treballar amb Robert Bunsen, i assistí a conferències sobre química orgànica d'Emil Erlenmeyer. Com que Bunsen no exigia cap treball de recerca, Meyer rebé el seu doctorat en 1867, a l'edat de 19 anys. Es quedà un any amb Bunsen per a una àmplia recerca d'anàlisi d'aigües minerals. A més d'això també fou capaç d'ensenyar a alguns estudiants de doctorat. Després anà a Berlín, on s'uní al grup d'Adolf von Baeyer, que es convertiria en un dels seus millors amics, i es posà a estudiar química orgànica. A l'edat de 23 Baeyer l'envià a Stuttgart amb una sol·licitud de Hermann von Fehling per a un estudiant capaç de ser un professor de la Universitat. El 1972 es converteix en professor de la Universitat Politècnica de Zuric; 1885 ocupa la càtedra de Friedrich Wöhler a la Universitat de Göttingen; el 1889 ocupa la càtedra de Bunsen a la Universitat de Heidelberg.
Degut a l'excés de treball i sobrecarregat, Meyer tingué crisis nervioses durant els últims anys de la seva vida. Mai aconseguia recuperar-se completament, però seguia treballant. En una de les depressions, Meyer decidí posar fi a la seva vida, i se suïcidà prenent cianur als 49 anys.

## Obra
El 1869 Meyer sintetitzà àcids carboxílics aromàtics a partir d'àcid sulfònic i de metanoats. El 1872 sintetitzà nitroalcans a partir de iodur d'alquils i de nitrit d'argent. El 1875 desenvolupà un mètode per a distingir nitroalcans primaris, secundaris i terciaris. El 1878 ideà un mètode per a la determinació de la densitat dels gasos, amb el qual demostrà que els vapors d'òxid d'arsènic corresponen a la fórmula As₄O₆, que els vapors del mercuri, del cadmi i del zinc estan constituïts per àtoms i que les molècules dels halògens es dissocien per efecte de la calor en molècules monoatòmiques. L'aparell emprat, anomenat aparell de Viktor Meyer, permeté també la determinació precisa de masses moleculars.
El 1880 proposà que la glucosa és un aldehid i no una cetona, corregint les idees d'Adolf von Baeyer i de Jacobus Henricus van 't Hoff. El 1882, amb Alois Janny, sintetitzà aldoximes i cetoximes a partir d'hidroxilamina i aldehids o cetones, descobrint un nou mètode d'elucidació estructural. El 1882 identifica el tiofè com un contaminant del benzè obtingut del carbó, i que no és present en el benzè produït per descarbolixació de l'àcid benzoic. El 1886 sintetitza el gas mostassa. Introdueix els conceptes d'estereoquímica i de dipol el 1888. Fou un dels primers a ensenyar la teoria de van ‘t Hoff del carboni asimètric. El 1892 observa que els derivats orto-substituïts de l'àcid benzoic esterifiquen amb dificultat, fet que es coneix com la llei d'esterificació de Viktor Meyer.

### Obres
- Tabellen zur qualitativen Analyse (1884, amb Frederick Treadwell)
- Pyrochemische Untersuchungen (1885)
- Die Thiophengruppe (1888)
- Chemische Probleme der Gegenwart (1890)
- Ergebnisse und Ziele der Stereochemischen Forschung (1890)
- Lehrbuch der organischen Chemie (1893, amb Paul Jacobson. Llibre molt popular reimprès i reeditat múltiples vegades)
- Märztage im kanarischen Archipel, ein Ferienausflug nach Teneriffa und Las Palmas (1893, guia de viatge)

### Honors
El 1891 rebé la Medalla Davy de la Royal Society.